# Georgia Baker
Georgia Baker (Launceston, 21 de septiembre de 1994) es una deportista australiana que compite en ciclismo en las modalidades de pista y ruta.
Ganó cuatro medallas en el Campeonato Mundial de Ciclismo en Pista, en los años 2019 y 2023. En carretera obtuvo una medalla de bronce en el Campeonato Mundial de Ciclismo en Ruta de 2022, en la prueba de contrarreloj por relevos mixtos.
Participó en dos Juegos Olímpicos de Verano, ocupando el quinto lugar en Río de Janeiro 2016 y el quinto en Tokio 2020, en la prueba de persecución por equipos.

## Medallero internacional
| Campeonato Mundial | Campeonato Mundial    | Campeonato Mundial | Campeonato Mundial      |
| Año                | Lugar                 | Medalla            | Competición             |
| ------------------ | --------------------- | ------------------ | ----------------------- |
| 2019               | Pruszków (Polonia)    | Medalla de oro     | Persecución por equipos |
| 2019               | Pruszków (Polonia)    | Medalla de plata   | Madison                 |
| 2023               | Glasgow (Reino Unido) | Medalla de plata   | Madison                 |
| 2023               | Glasgow (Reino Unido) | Medalla de plata   | Puntuación              |

| Campeonato Mundial | Campeonato Mundial     | Campeonato Mundial | Campeonato Mundial              |
| Año                | Lugar                  | Medalla            | Competición                     |
| ------------------ | ---------------------- | ------------------ | ------------------------------- |
| 2022               | Wollongong (Australia) | Medalla de bronce  | Contrarreloj por relevos mixtos |

## Palmarés
2022
- 1 etapa del Tour de Turingia femenino